# Старопатица
Старопатица (болг. Старопатица) — село в Болгарии. Находится в Видинской области, входит в общину Кула. Население составляет 363 человека.

## Политическая ситуация
В местном кметстве Старопатица, в состав которого входит Старопатица, должность кмета (старосты) исполняет Николай Любенов Николов (независимый) по результатам выборов правления кметства.
Кмет (мэр) общины Кула — Марко Петров Петров (Болгарская социалистическая партия (БСП)) по результатам выборов в правление общины.